# Rubén Priede
Rubén Priede (nascido em 8 de junho de 1966) é um ex-ciclista argentino que competiu no ciclismo nos Jogos Olímpicos de Verão de 1988.